# کارولینا موخیکا
کارولینا موخیکا (اسپانیایی: Carolina Mújica‎؛ زادهٔ ۱۴ سپتامبر ۱۹۶۴) بازیکن بسکتبال زن اهل اسپانیا بود.
وی در مسابقات کشوری و بین‌المللی در مجموع برندهٔ ۱ مدال طلا شده‌است.